# Rue Custine
Pour les articles homonymes, voir Custine.
La rue Custine est une voie du 18e arrondissement de Paris, en France.

## Situation et accès
La rue Custine est une voie publique située dans le 18e arrondissement de Paris. Elle débute au 35, boulevard Barbès et se termine au 34-36, rue du Mont-Cenis.
Elle est desservie à quelque distance par la ligne 12 aux stations Lamarck - Caulaincourt et Jules Joffrin et par la ligne 4 à la station Château Rouge.

## Origine du nom

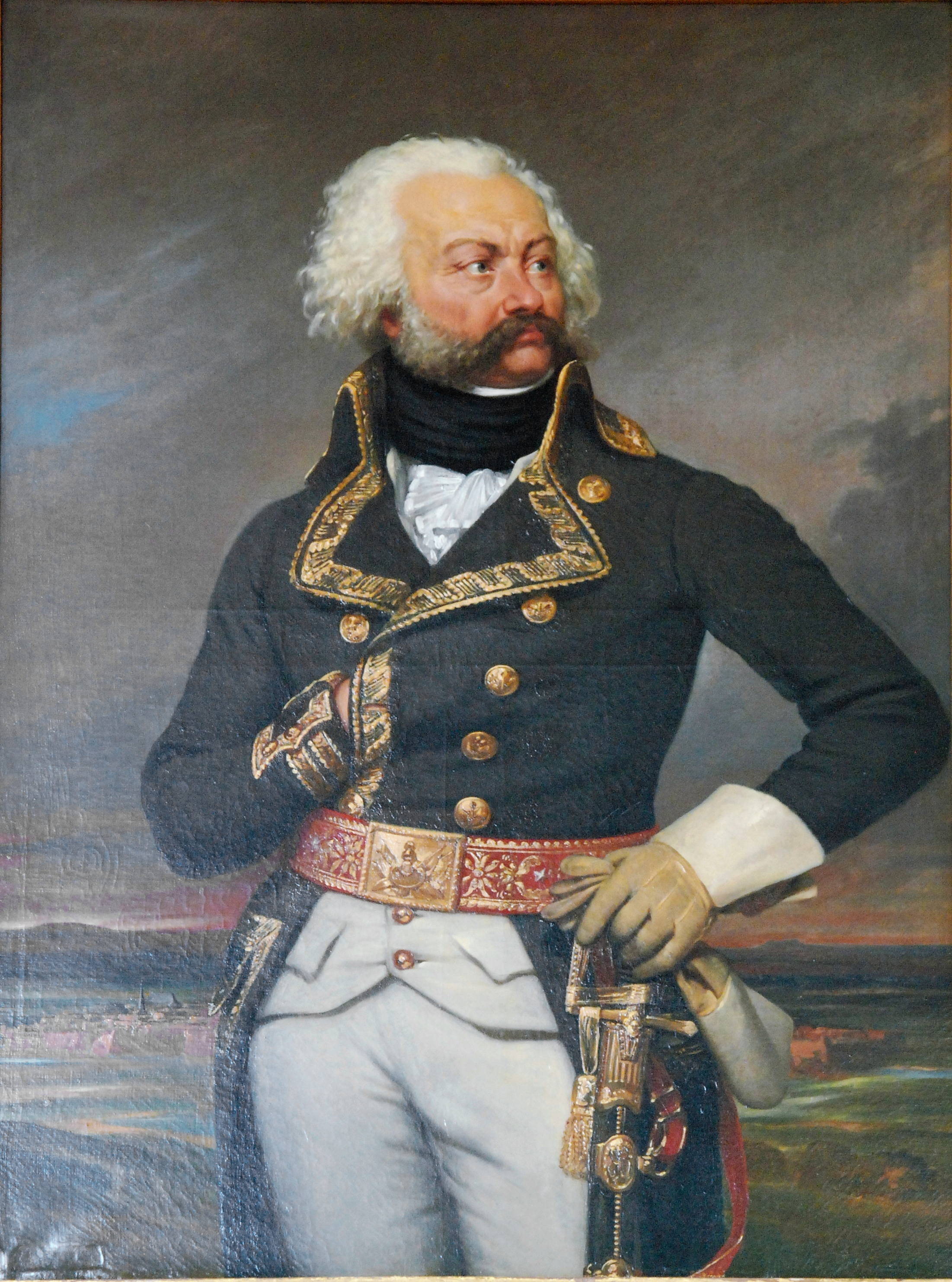
Adam Philippe de Custine.

La rue rend honneur au général Adam Philippe de Custine (1742-1793),.

## Historique
Cette voie est ouverte par un décret du 23 mai 1863 entre le boulevard Barbès et la rue de Clignancourt. On lui adjoint aussi une partie de l'ancienne rue Dejean percée en 1843, l'actuel segment compris entre la rue Ramey et la rue de Clignancourt.
Elle prend sa dénomination actuelle par un décret du 2 mars 1867. C'est la dernière rue tracée sur le domaine du Château Rouge, entraînant ainsi sa disparition définitive.
Elle est prolongée entre la rue Ramey et la rue du Mont-Cenis par un décret du 11 août 1867. Cette section, qui prend également le nom de « rue Custine » par un arrêté du 3 septembre 1869, est principalement lotie après 1900.
Dans la nuit du 20 au 21 avril 1944, pendant la Seconde Guerre mondiale, sous l'Occupation, le dépôt ferroviaire voisin de La Chapelle est bombardé par l'aviation alliée, qui prend aussi pour cible un appareil de la DCA allemande installé sur la butte Montmartre. Le quartier alentour est touché. Un témoin raconte : « Dans la rue Custine, l'urinoir et tous les arbres sont couchés et les plaques d'égout ont sauté, les propos de la foule sont sans aménité pour les Alliés (cela est humain). De l'immeuble du 6 rue Custine, il ne reste qu'un étage de gravats »,.

## Bâtiments remarquables et lieux de mémoire
- À l'angle avec la rue de Clignancourt (entrée au no 63 de cette voie) se trouve le collège Roland-Dorgelès. Édifié en 1875, le bâtiment accueille à l'origine une école de garçons où le futur président de la République Paul Doumer fut élève[1].
- Les no 7 à 13 bis sont construits sur la limite nord de l'ancien parc du Château Rouge[1].
- Le peintre Edmond Heuzé vécut au no 58 de cette rue, à partir de 1895.
- À l'angle avec la rue Lambert se trouve la place Jean-Gabin.
- Ancienne boîte de nuit Rocco Club, ouverte en 1974[6].

### Culture populaire
- La rue Custine est évoquée dans la chanson Valentine, composée par Albert Willemetz et Henri Christiné en 1925, et interprétée avec succès par Maurice Chevalier.